# Гронське Клячани
Гронське Кльачани (словац. Hronské Kľačany) — село, громада округу Левіце, Нітранський край. Кадастрова площа громади — 7,88 км².
Населення 1401 особа (станом на 31 грудня 2018 року).

## Історія
Гронське Клячани згадуються 1275 року.

## Населення
| Рік:            | 1994. | 2004.   | 2014.   | 2024.   |
| --------------- | ----- | ------- | ------- | ------- |
| Кількість осіб: | 1495  | 1438    | 1451    | 1400    |
| Різниця:        |       | -3,81 % | +0,90 % | -3,51 % |

| Рік:            | 2023. | 2024.   |
| --------------- | ----- | ------- |
| Кількість осіб: | 1394  | 1400    |
| Різниця:        |       | +0,43 % |